# De Sighers ter Borch

De Sighers ter Borch is een uit Eelde afkomstig geslacht waarvan leden vanaf 1816 tot de Nederlandse adel behoren en dat in 1924 uitstierf.

## Geschiedenis
De stamreeks begint met Reint (de) Zyghers die vermeld wordt tussen 1528 en 1560 en voor 18 augustus 1573 overleed. Zijn kleinzoon Reint de Sigers verkreeg in 1646 erkenning als havezathe voor het in Eelde gelegen huis ther Borch. Diens zoon Johan de Sigers had vanaf 1646 zitting in de ridderschap van Drenthe. Bij Koninklijk Besluit werd nazaat Roelof de Sighers ther Borch (1775-1867) benoemd in de ridderschap van Drenthe. In 1889 werd een verre verwant van de laatste erkend te behoren tot de Nederlandse adel; met deze laatste stierf het geslacht in 1924 uit.

## Enkele telgen
- Gijsbert de Sighers ther Borch (1737-1812), majoor
  - Jan de Sighers ther Borch (1773-1814), kapitein
    - Gijsbert de Sighers ther Borch (1804-1855), belastingontvanger
      - Jhr. Herhardus bernardus de Sighers ther Borch (1834-1924), belastingontvanger, laatste telg van het geslacht

  - Jhr. Roelof de Sighers ther Borch (1775-1867), majoor, lid ridderschap en provinciale staten van Drenthe